# Féminin pluriel
Féminin pluriel est une série télévisée humoristique québécoise en 34 épisodes de 25 minutes scénarisée par Robert Lavoie et diffusée du 7 septembre 1979 au 30 mai 1980 sur le réseau TVA.

## Synopsis
« Féminin pluriel » raconte la vie de divers personnages habitant le même immeuble.

## Fiche technique
- Scénarisation : Robert Lavoie
- Réalisation : Claude Colbert
- Société de production : Télé-Métropole

## Distribution
- Louise Latraverse : Janine Joubert
- France Castel : Francine Fortin
- Richard Niquette : Henri Lepage
- Sylvia Gariépy : Mme Lepage
- Paul Hébert : Ernest Blondin
- Claude Michaud : Léonard Lapalme
- Gaétan Labrèche : Louis-Charles Lefebvre
- Jacqueline Magdelaine : Mme Guérard
- Thérèse Morange : Mme Simpsons
- Alpha Boucher
- Jean-Pierre Cartier
- Michel Daigle
- Amulette Garneau
- Suzanne Langlois
- Michel Noël